# Pontiac
Pontiac je bivša znamka avtomobilov. Kot hčerinsko družbo za proizvodnjo modela Oakland jo je leta 1926 ustanovila družba General Motors. Slednjo je Pontiac po priljubljenosti hitro prerasla in je leta 1933 v celoti sama skrbela za proizvodnjo omenjenega modela, kasneje pa prevzela predvsem proizvodnjo modelov znamke Chevrolet. Družba je svoje izdelke tržila predvsem v ZDA, Kanadi in Mehiki. Dolga leta je družba veljala za proizvajalko zmogljivih vozil, še posebej priljubljena pa je bila v Kanadi, kjer je veljala za dokaj cenovno ugodno. 
27. aprila 2009 je družba General Motors oznanila, da bo zaradi finančnih težav do konca leta 2010 ukinila s proizvodnjo vozil znamke Pontiac in se osredotočila na njene štiri osnovne znamke: Chevrolet, Buick, Cadillac in GMC. Zadnji avtomobili znamke Pontiac so tovarne zapustili konec leta 2009, zadnji avtomobilski saloni pa so jih prenehali prodajati 31. oktobra 2010. 